# Iltis (Schiff, 1880)
Die Iltis war ein Kanonenboot der Kaiserlichen Marine. Wie ihre Schwesterschiffe Hyäne und Wolf war sie für den Einsatz in überseeischen Kolonien konzipiert.

## Technik
Die Schiffe waren mit je zwei Dampfmaschinen ausgestattet, die aus den ausgemusterten Kanonenbooten Blitz, Basilisk, Delphin und Meteor ausgebaut worden waren und ihnen eine Geschwindigkeit von bis zu 9,5 Knoten ermöglichten. Um bei langen Fahrten Kohle zu sparen, waren sie als 3-Mast-Barkentinen getakelt, mit einer Segelfläche von 541 m². Die Bewaffnung bestand aus zwei 12,5-cm-L/23-Ringkanonen und zwei 8,7-cm-L/24-Ringkanonen sowie drei 3,7-cm-Revolverkanonen. Bei 47 m Länge, 7,7 m Breite und 3,5 m Tiefgang verdrängte die Iltis bis zu 570 Tonnen. Die Besatzung bestand aus fünf Offizieren und 80 Mann.

## Geschichte
Die Iltis lief am 18. September 1878 auf der Kaiserlichen Werft in Danzig vom Stapel. Sie wurde dem Ostasiengeschwader zugeteilt und versah Stationsdienst im pazifischen Raum, insbesondere in den deutschen Inselkolonien.
Das Schiff ging am 23. Juli 1896 in einem Taifun in der Nähe des Kaps Shantung bei Rongcheng auf Position 36° 54′ N, 122° 30′ O durch Strandung verloren. Drei Mann konnten sich an Land retten, elf Überlebende wurden zwei Tage später vom Wrack gerettet. 71 Mann kamen ums Leben. Die Verstorbenen wurden beim Leuchtturm Moyedao (chinesisch 镆铘岛) beerdigt. Die Schiffsglocke ist heute im Wehrgeschichtlichen Museum Rastatt ausgestellt.
Die Kaiserliche Marine nannte ein 1898 vom Stapel laufendes neues Kanonenboot wiederum Iltis. Die Kriegsmarine nannte 1938 eines ihrer Versuchsboote Otto Braun zu Ehren des Kommandanten der Iltis, Kapitänleutnant Otto Braun. Die Iltisstraße in Kiel-Gaarden wurde nach dem Schiff benannt.

## Denkmal
Der Berliner Bildhauer August Kraus schuf das Ehrenmal für die ertrunkenen Seeleute, das noch 1898 in Shanghai aufgestellt und eingeweiht wurde.

## Bildergalerie

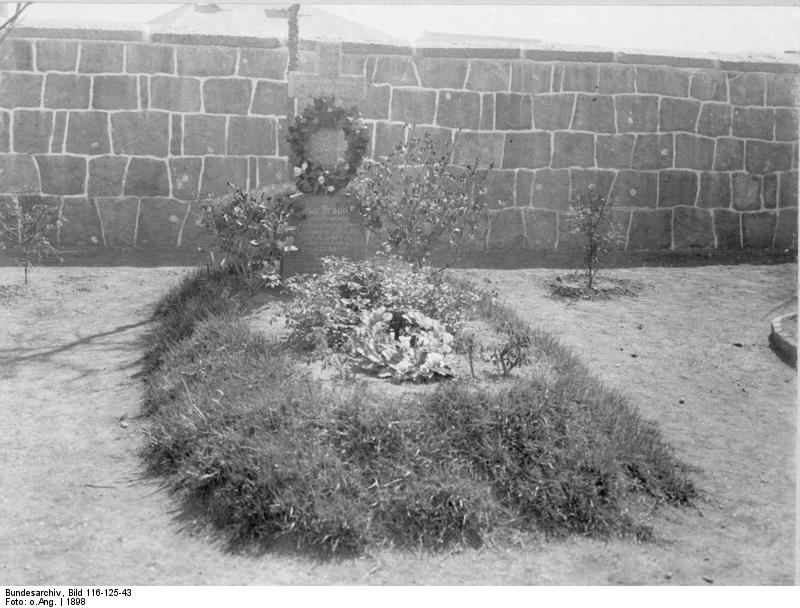
Moyedao, Grab von Kapitänleutnant Otto Braun, Kommandant der Iltis
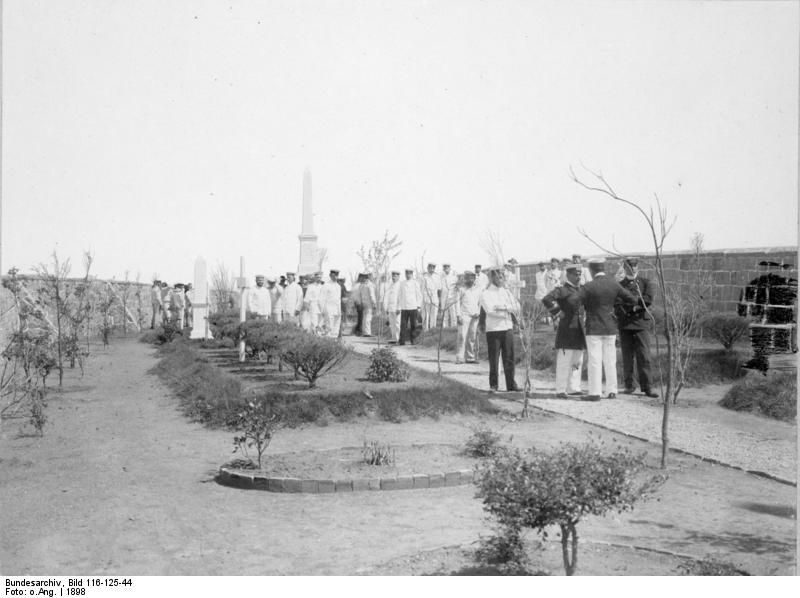
Besuch des Iltis-Friedhofs durch Prinz Heinrich von Preußen
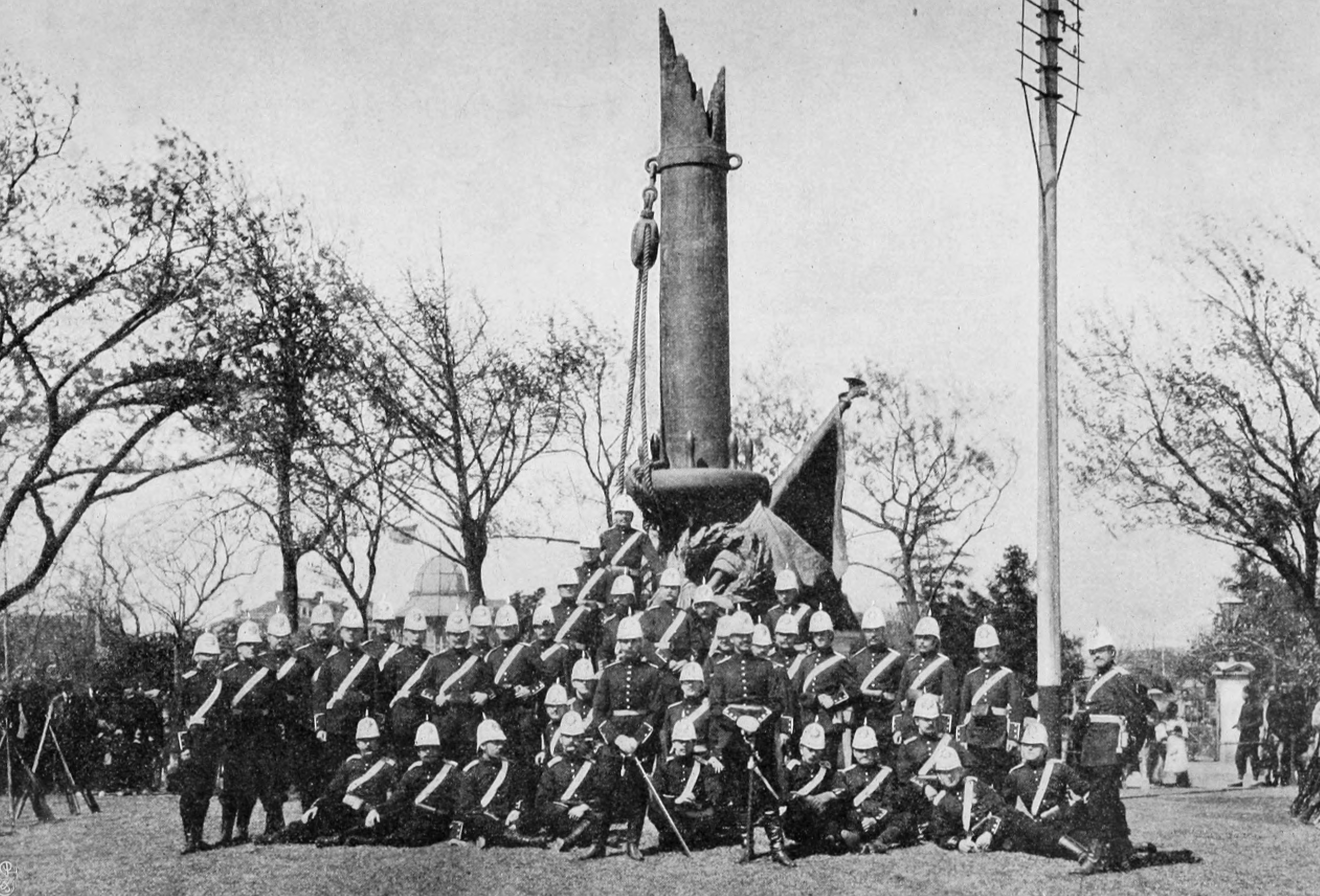
Deutsches Freiwilligen-Korps am Iltis-Denkmal in Shanghai